# Гулієва Ольга Максимівна
Ольга Максимівна Гулієва (1923, село Тбеті, тепер Південна Осетія, Грузія — ?) — радянська діячка, вчителька Ксуїської середньої школи Сталінірського району Південно-Осетинської автономної області. Депутат Верховної ради СРСР 4-го скликання.

## Життєпис
З 1940 року працювала вчителькою початкових класів Ленінгорського району Південно-Осетинської автономної області.
У 1943—1947 роках — студентка Сталінірського державного педагогічного інституту.
У 1947—1953 роках — вчителька Гареубанської восьмирічної школи Ленінгорського району; вчителька Ередвської восьмирічної школи Сталінірського району Південно-Осетинської автономної області.
З серпня 1953 року — вчителька осетинської мови і літератури Ксуїської середньої школи Сталінірського району Південно-Осетинської автономної області.
Подальша доля невідома.